# 日本哲学会
日本哲学会（にほんてつがくかい、英語: The Philosophical Association Of Japan）は、立教大学文学部河野哲也研究室内に事務局を置く日本の人文学系学会である。1949年に設立された。設立当時すでに存在した各種哲学系学会、研究機関の全国規模での交流を図ること、および対外的に海外の各種学会との交流を図る窓口となるべく設立された。初代会長は天野貞祐。2006年時点の会員数は1,775名、この内 女性は138名（約8%）。

## 機関誌
機関誌として雑誌『哲学』を年一回発行している。『哲学』は学会設立3年後の1952年に創刊された。以降年一回のペースで発行を続けている。2009年よりJournal@rchiveおよびJ-STAGEにて、雑誌本文がPDF形式で全文無料公開されるようになった（オープンアクセス化）。

## 会長
以下、歴代会長の一覧である。
| 名前       | 所属職名（就任時）                   | 期間                  |
| ---------- | ------------------------------------ | --------------------- |
| 天野貞祐   | 大日本育英会会長                     | 1949年12月〜1950年3月 |
| 務台理作   | 東京文理科大学教授・慶應義塾大学教授 | 1950年4月〜1953年3月  |
| 伊藤吉之助 | 東京大学教授                         | 1953年4月〜1956年3月  |
| 出隆       | 東京大学教授                         | 1956年4月〜1958年3月  |
| 桂寿一     | 東京大学教授                         | 1958年4月〜1960年3月  |
| 三宅剛一   | 学習院大学教授                       | 1960年4月〜1964年3月  |
| 桂寿一     | 中央大学教授                         | 1964年4月〜1966年3月  |
| 松本正夫   | 慶應義塾大学教授                     | 1966年4月〜1968年3月  |
| 下村寅太郎 | 東京教育大学教授                     | 1968年4月〜1969年4月  |
| 山崎正一   | 東京大学教授                         | 1969年5月〜1973年4月  |
| 岩崎武雄   | 東京大学教授                         | 1973年5月〜1976年10月 |
| 山崎正一   | 法政大学教授                         | 1976年11月〜1977年4月 |
| 沢田允茂   | 慶應義塾大学教授                     | 1977年2月〜1982年3月  |
| 山本信     | 東京大学教授                         | 1982年4月〜1987年4月  |
| 藤沢令夫   | 京都大学名誉教授                     | 1987年5月〜1991年6月  |
| 渡辺二郎   | 東京大学名誉教授                     | 1991年7月〜1995年6月  |
| 坂部恵     | 東京大学教授                         | 1995年7月〜1999年5月  |
| 加藤尚武   | 京都大学教授・鳥取環境大学学長       | 1999年6月〜2003年5月  |
| 野家啓一   | 東北大学教授                         | 2003年6月〜2007年5月  |
| 高山守     | 東京大学教授                         | 2007年6月〜2011年5月  |
| 飯田隆     | 日本大学文理学部教授                 | 2011年5月〜2015年5月  |
| 加藤泰史   | 一橋大学教授                         | 2015年5月〜2019年5月  |
| 一ノ瀬正樹 | 武蔵野大学教授・東京大学名誉教授     | 2019年6月〜2023年5月  |
| 納富信留   | 東京大学文学部教授                   | 2023年6月～           |